# Bresnica (gmina Bosilegrad)
Bresnica (cyr. Бресница) – wieś w Serbii, w okręgu pczyńskim, w gminie Bosilegrad. W 2011 roku liczyła 45 mieszkańców.